# Miłość w Nowym Jorku
Miłość w Nowym Jorku (ang. Autumn in New York) – film fabularny produkcji amerykańskiej, melodramat z 2000 roku w reżyserii Joan Chen. Główne role w filmie zagrali Richard Gere, Winona Ryder oraz Anthony LaPaglia.

## Opis fabuły
Film opisuje historię uczucia, które stało się życiowym doświadczeniem dla obojga głównych bohaterów. Will Keane (Richard Gere) 48-letni playboy, właściciel renomowanej nowojorskiej restauracji lubiący krótkie niezobowiązujące przygody erotyczne, spotyka 22-letnią Charlottę Fielding (Winona Ryder), która pragnie posmakować dorosłości. Will postanawia zdobyć Charlottę. Planowany krótki, przelotny romans staje się burzliwym związkiem opartym na samych przeciwieństwach, przepaści pokoleniowej, niezgodności, sprzeczności filozofii życiowej.
Akcja filmu rozgrywa się na Manhattanie w miejscu tętniącym pełnią życia, w snobistycznych lokalach, w których wieczni kawalerowie bez zobowiązań poszukują młodych kobiet dla przeżycia krótkotrwałej przygody.

## Obsada
- Richard Gere – Will Keane
- Winona Ryder – Charlotte Fielding
- Anthony LaPaglia – John
- Elaine Stritch – Dolly
- Vera Farmiga – Lisa Tyler
- Sherry Stringfield – Sarah
- Jill Hennessy – Lynn McCale
- J.K. Simmons – Dr Tom Grandy
- Sam Trammell – Simon
- Mary Beth Hurt – Dr Sibley
- Kali Rocha – Shannon
- Steven Randazzo – Alberto
- George Spielvogel III – Netto
- Ranjit Chowdhry – Fakir
- Audrey Quock – Eriko
- Tawny Cypress – Melissa
- Gabriel Portuondo – Kelner 458
- Laurent Schwaar – Kelner 458
- Patrick Price – Kelner 458
- Ted Koch – Barman 458
- Alvin H. Einbender – Barman 458 (jako Alvin Einbender)
- Daniella van Graas – Modelka w Barze
- Rachel Nichols – Modelka w Barze